# Poiana Lacului
Poiana Lacului là một xã thuộc hạt Argeș, România. Dân số thời điểm năm 2002 là 6793 người.